# AN/BQS-4
AN/BQS-4 — американская активная гидроакустическая станция (ГАС) с частотой работы 7 кГц. Входит в состав ГАК AN/BQQ-2. 7 вертикальных модулей с излучателями расположены в антенне ГАС AN/BQR-2 (или AN/BQR-21). Дальность обнаружения целей 6-8 килоярдов (5,5-7,3 км). Производилась серийно на заводе корпорации Edo Corp. в Колледж-Пойнт, Нью-Йорк.

## Носители
АПЛ
ПЛАРБ
- «Лафайет»[2]
- «Джеймс Мэдисон»
- «Бенджамин Франклин»